# ペタフ・ティクヴァ
ペタフ・ティクヴァ（ヘブライ語: פֶּתַח תִּקְוָה,  Petah Tikva）は、イスラエル中央地区に位置する都市である。

## 概要

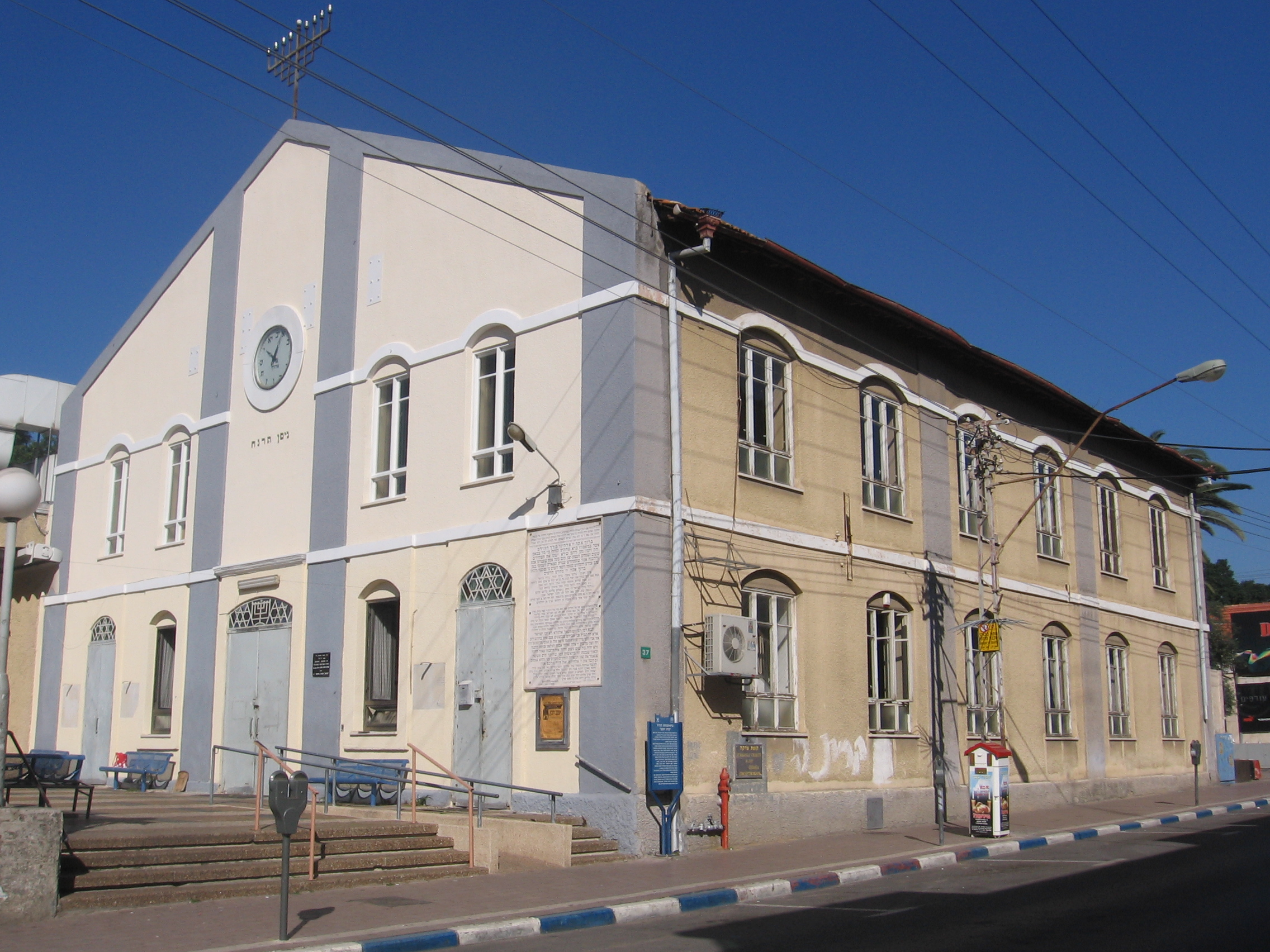
シナゴーグ

ペタフ・ティクヴァとは「希望の門」を意味する。都市名の由来は、ホセア書の2章17節「そのところで、わたしはぶどう園を与え/アコル（苦悩）の谷を希望の門として与える。そこで、彼女はわたしにこたえる。おとめであったとき/エジプトの地から上ってきた日のように」（『新共同訳聖書』より引用）の1節から来ている。
約7万人の正統派ユダヤ教徒が在住。シナゴーグは約300あまりである。

## 歴史

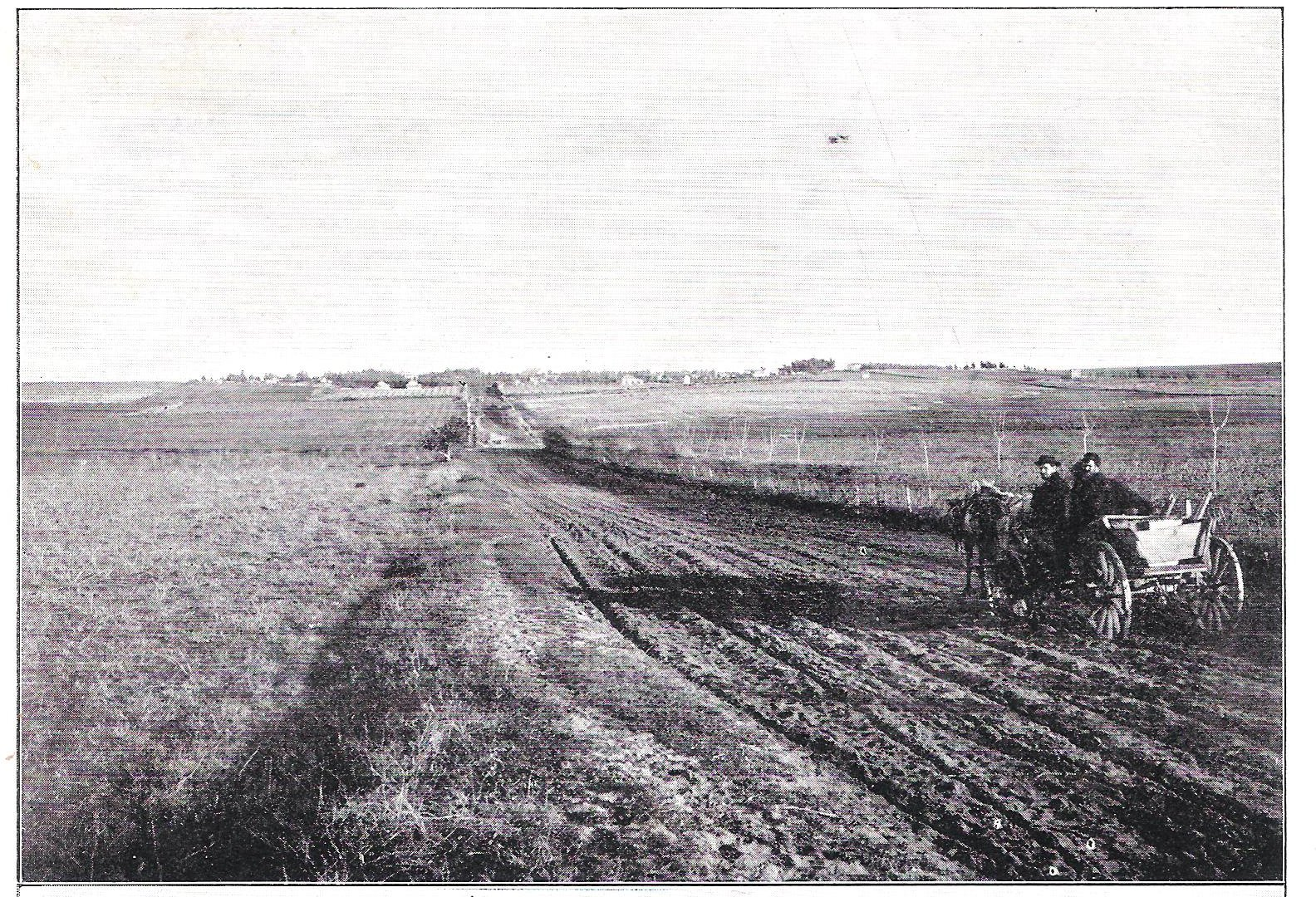
1889年以前に撮影

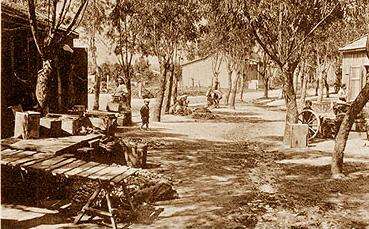
1912年

1878年、ヨーロッパから来た移住者によりその幕が開かれた。移住者は3.40平方キロメートルの土地を購入したが、湿地帯だったためマラリアが発生した。そのため移住者らは避難した。その後、男爵エドモンド・ベンジャミン・ロスチャイルドによる資金援助のもと湿地を排水することに成功、1883年、移住者らは避難先より戻ってきた。農業学校で数千人の労働者が農業の技術を学んだ。同地は労働シオニズム運動の発祥の地のひとつでもある。1921年、正式に地方議会を発足、1920年代初頭、本格的に街の開発を開始した。やがて、1937年には市として認められた。

## 政治
カディマ党の本部は同地にある。

## 産業

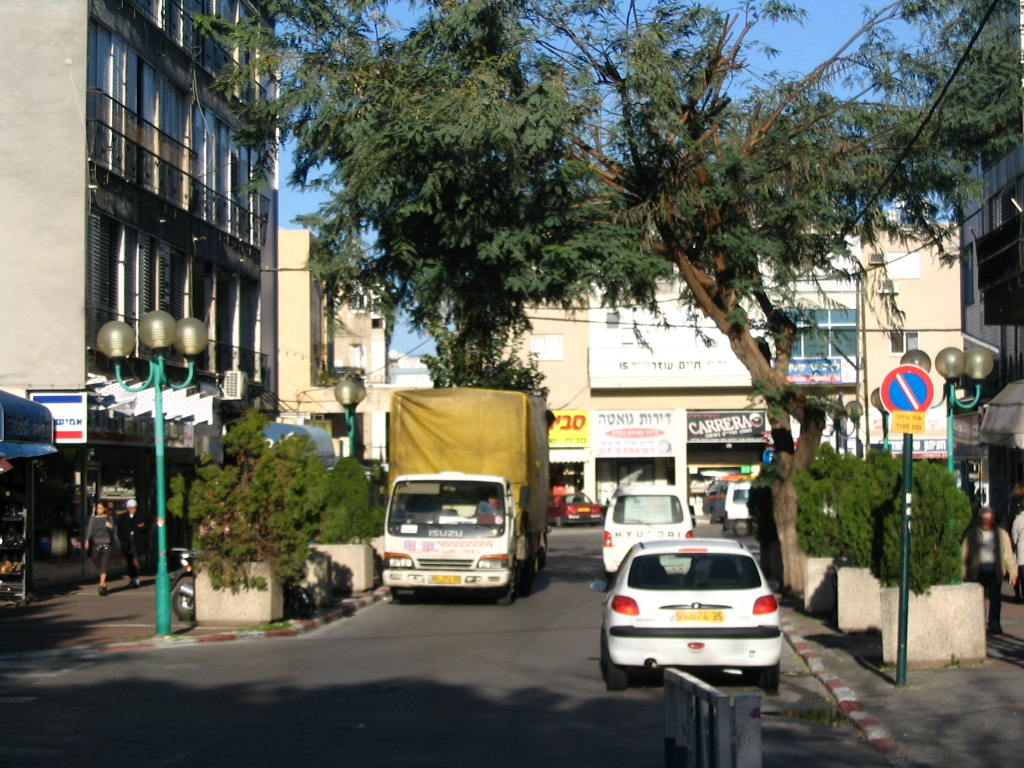

イスラエルではハイファに次いで2番目に大きい産業を誇っている。主な産業はタイヤ、ゴム製品、金属、木工、石鹸、プラスチック、加工食品、織物である。多くの通信企業の基盤としてペタフ・ティクヴァは高い評価を得ており、イスラエル最大となるデータセンターが存在、ハイテク企業も多くインテル、オラクル、グラクソ・スミスクライン、IBM、アルカテル・ルーセントなどがイスラエル法人の本社を置いている。

## 交通

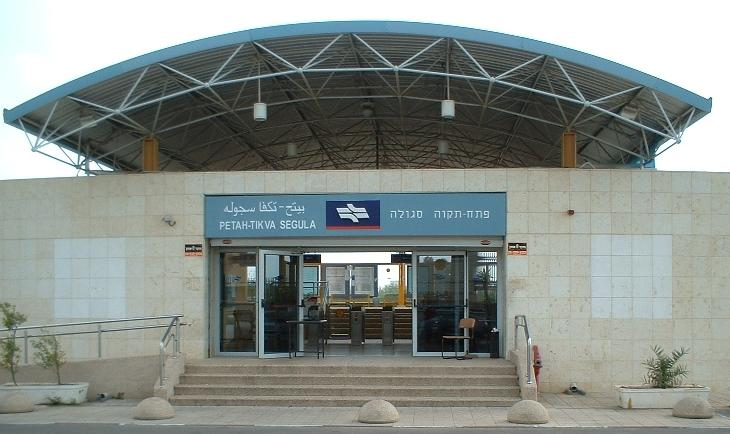
ペタフ・ティクヴァ・セグラ駅
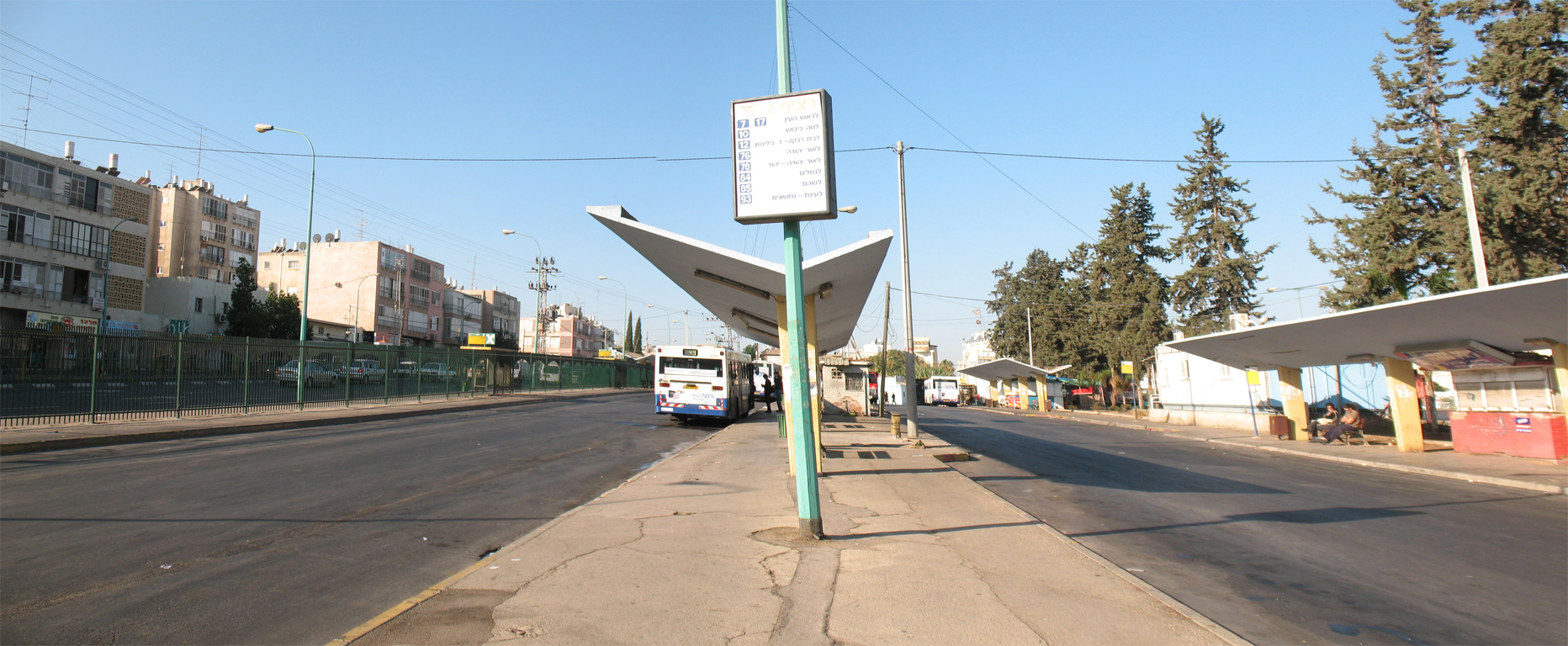
中央バスセンター

## 教育

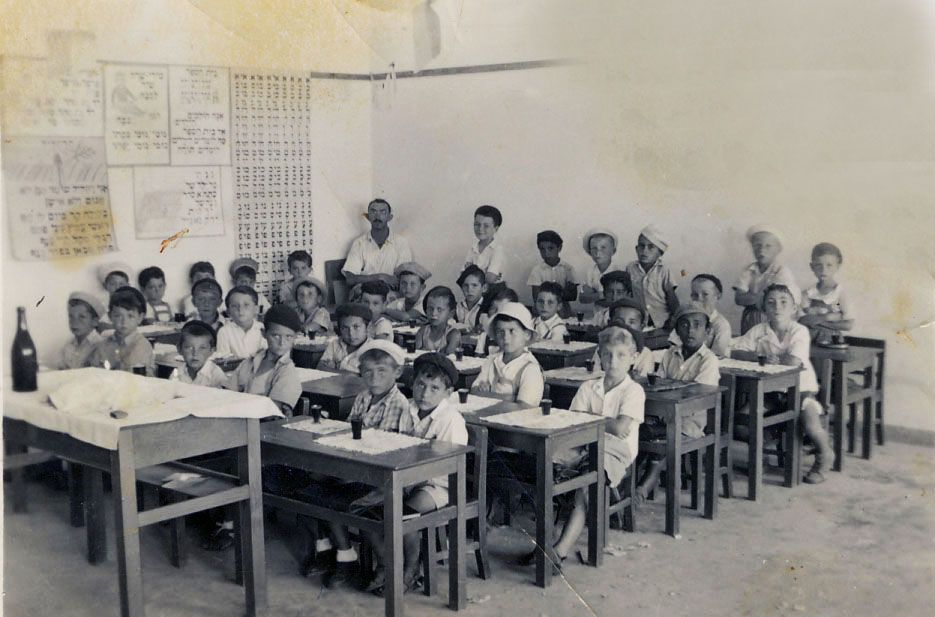

初等教育機関、中等教育機関、宗教学校など約300の教育機関がある。これら学校に約4万3000人以上の学生が在籍。教師は約2400人がいる。
市には9の公共図書館が有る。

## スポーツ

### プロスポーツチーム
サッカー
- ハポエル・ペタフ・ティクヴァFC - ペタフ・ティクヴァを本拠地とするサッカークラブ。
- マッカビ・ペタフ・ティクヴァFC - ペタフ・ティクヴァを本拠地とするサッカークラブ。

## 人物

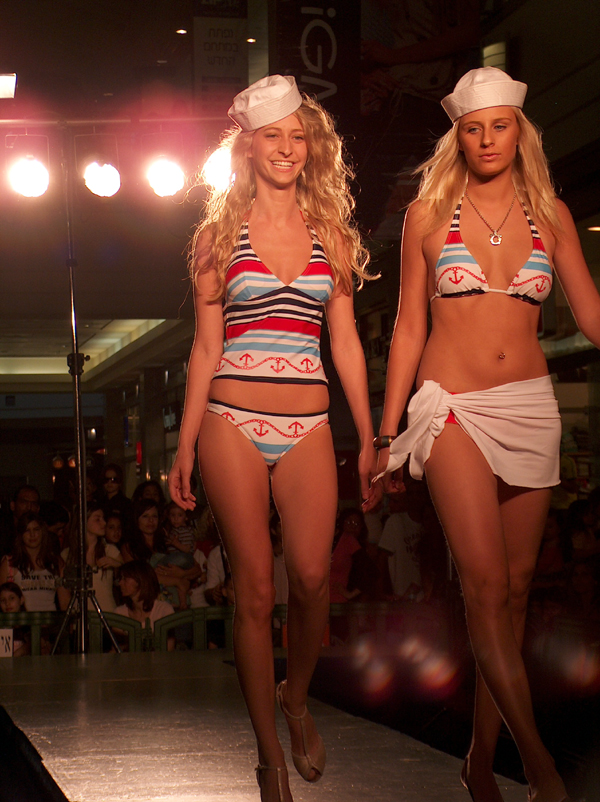
ファッションショー

### 出身者
- アヴラム・グラント - サッカー指導者
- ガル・ガドット - 女優
- ドヴ・ハニーン - 政治家

### その他
- ロスティスラフ・ボゴスレフスキー - 連続殺人・動物虐待犯

## 姉妹都市
- シカゴ（アメリカ合衆国）
- ラヴァル（カナダ）
- コブレンツ（ドイツ）
- トロンハイム（ノルウェー）
- ノーショーピング（スウェーデン）
- オーデンセ（デンマーク）
- 台中市（中華民国）